# Krydsøkse
En krydsøkse eller en krydsbil (undetiden også syldøkse) er en økse hvor bladet sidder på tværs, så det er muligt at bruge værktøjet til at lave taphuller, idet den rette æg blev brugt på langs af træet, den tværgående til overhugning af fibrene og tømning af taphullet for spåner. Krydsøksen bliver ikke længere brugt i stor udstrækning, da man i stedet er gået over til at bruge stemmejern (afbindingsjern) og lokbejl.
Øksen minder meget om en jordhakke, dog uden dennes udprægede krumning; den er smal og "høj", den ene æg er ret med dobbelt fas, den anden sidder på tværs af skaftet og har ensidig, indvendig fas. Waagepetersen (op. cit. p. 33) nævner én fundet i Kalundborg Museum; længden af skaftet er her 67 cm. 
 Der er for få eller ingen kildehenvisninger i denne artikel, hvilket er et problem. Du kan hjælpe ved at angive troværdige kilder til de påstande, som fremføres i artiklen.